# Кременецький завод порошкової металургії
Кременецький завод порошкової металургії — підприємство металургійної промисловості в Кременці.

## Продукція
- металеві порошки типу ПЖр;
- підшипники тертя з порошків;
- конструкційні деталі